# 오이시 유스케
오이시 유스케(일본어: 大石 悠介, 2000년 7월 24일~)는 일본의 축구 선수이다.

## 구단 경력
그는 2023년 J3리그의 기라반츠 기타큐슈에 입단했다. 2024년 일본 풋볼 리그의 라인미어 아오모리로 이적했다.